# Гочалковице-Здруй (гмина)
Гочалковице-Здруй (пол. Goczałkowice-Zdrój) — сельская гмина (волость) в Польше, входит как административная единица в Пщинский повет, Силезское воеводство. Население — 6245 человек (на 2006 год).
В гмине играет одноименный футбольный клуб.

## Демография
| Перепись                       | Всего   | Всего | Женщины | Женщины | Мужчины | Мужчины |
| ------------------------------ | ------- | ----- | ------- | ------- | ------- | ------- |
| Единицы                        | человек | %     | человек | %       | человек | %       |
| Население                      | 6245    | 100   | 3210    | 51,4    | 3026    | 48,6    |
| Плотность населения (чел./км²) | 128,4   | 128,4 | 66,0    | 66,0    | 62,2    | 62,2    |

## Соседние гмины
1. Гмина Хыбе
2. Гмина Чеховице-Дзедзице
3. Гмина Пщина
4. Гмина Струмень